# أعشاش خلوية صلبة
أعشاش خلوية صلبة (بالإنجليزية: Solid cell nests)‏، والمعروفة أيضا باسم مساند الخلايا الصلبة، هي مجموعات متخصصة من الخلايا الموجودة في الغدة الدرقية للأطفال. عادة ما يكون حجمها جزءاً من المليمتر، ولكن نادراً ما تصبح أكبر. فهي تُعتبر بقايا الأَجْسامُ الخَيْشُوْمِيَّةُ الموجودة في مراحل التطور المبكرة.